# 神经多样性

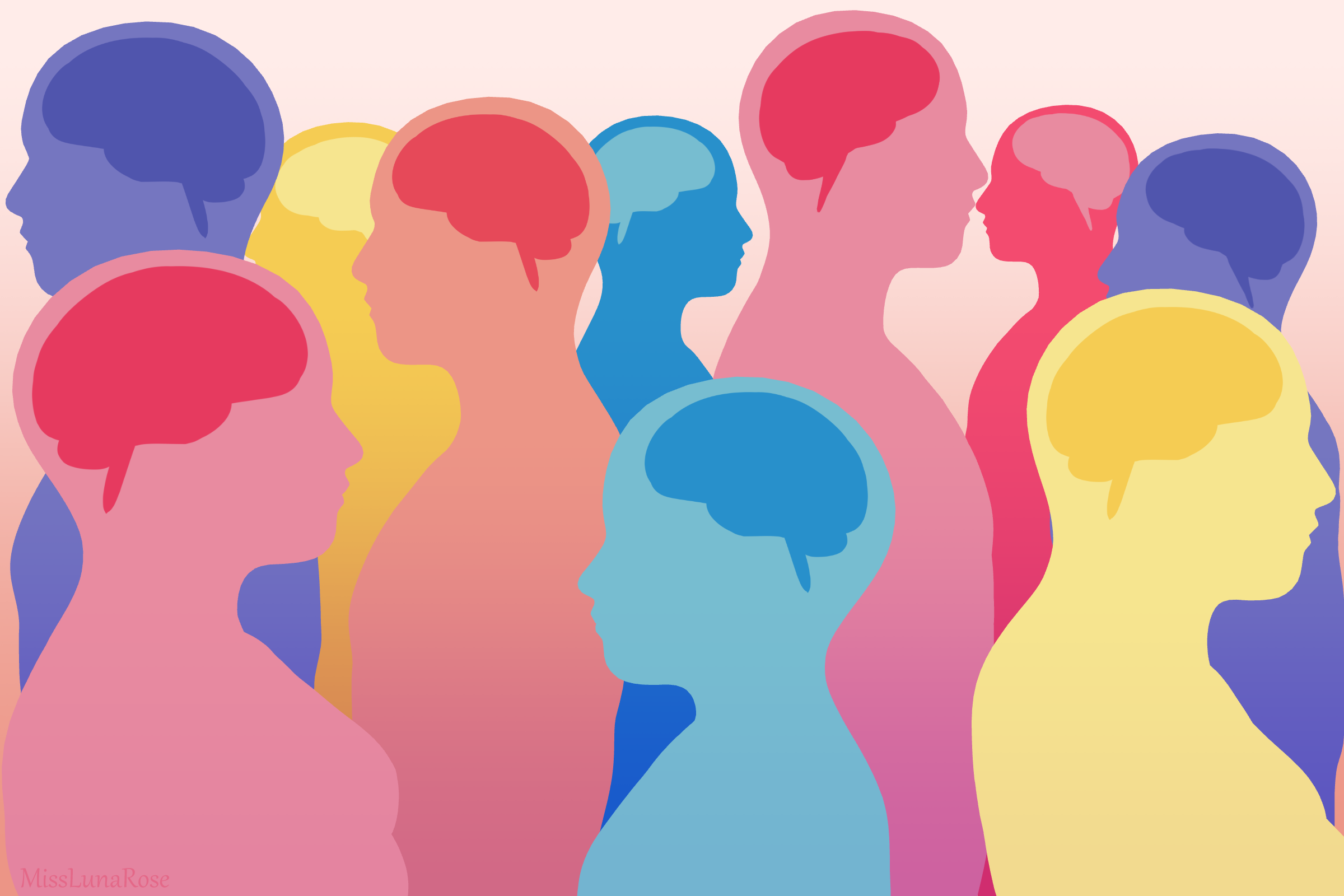
自閉症藝術描繪了人類思想的自然多樣性

神经多样性（英語：Neurodiversity）是指人脑和認知功能的多樣性，例如社交、學習、注意力、情緒與心理功能等。該理論主張社會行為、学习能力、注意力、心境和其他心理功能上的多元和少数應視爲生物學上的個體差異，而非“疾病”或“異常”。这一名词于1998年由澳大利亚社会学家朱迪·辛格提出，他与美国记者哈维·布卢姆一起推广了这一概念。这一概念挑战了当时认为某些神经发展障碍具有固有病理性的普遍观点，它采用了残障社会模型，在此模型中社会壁垒是使人残障的主要因素。

## 与残障权利运动的关联
神經多樣性範式首先由自閉症患者開發和接受， 但已應用於其他情況，例如注意力不足過動症（ADHD）、發育性言語障礙、失讀症、書寫障礙、發展協調障礙、計算障礙、 失語症、智能障礙、和妥瑞症（圖雷特綜合症）。更廣泛的概念化  包括精神疾病，例如精神分裂症、雙相情緒障礙症、分裂情感性障碍，以及更具爭議性的人格障礙，例如反社会人格障碍。神經多樣性倡導者 譴責將神經發育障礙框架化為需要醫療干預才能“治愈”或“修復”，而是提倡支持系統，例如以包容為中心的服務、住宿、通信和輔助技術、職業培訓和獨立生活支持。 目的是讓個人獲得尊重人類多樣性、自我表達和存在的真實形式的支持，而不是強迫或迫使他們採用正常的規範觀念或符合臨床理想的治療。
神經多樣性的支持者通過承認神經多樣性不需要治愈、改變當前基於“狀況、疾病、障礙或疾病”的命名法的語言、“拓寬對健康或獨立的理解生活”，承認新型的自主權，並讓神經分化的個體更多地控制他們的治療，包括類型、時間以及是否應該進行治療。

## 扩展阅读
- Armstrong, Thomas. . Boston: Da Capo Lifelong. 2010: 288. ISBN 978-0738213545.
- Armstrong, Thomas. . Alexandria, VA: Association for Supervision & Curriculum Development. 2012: 188. ISBN 978-1416614838.
- Silberman, Steve. . Wired.   [7 May 2013]. （原始内容存档于2013-05-03）.
- Reitman, Harold. . Deerfield Beach, FL: HCI Books. 2015: 240. ISBN 9780757318542.